# 徳姫
徳姫（とくひめ、永禄2年10月12日〈1559年11月11日〉 - 寛永13年1月10日〈1636年2月16日〉）は、戦国時代から江戸時代初期にかけての女性。織田信長の長女。名前は「おごとく」。松平信康の正室。嫁入りで岡崎殿と敬称された。長女・登久姫（福子）は小笠原秀政室、次女・熊姫（国子）は本多忠政室。

## 生涯
永禄2年（1559年）10月12日、尾張国の戦国大名・織田信長の長女として誕生（『源流綜貫』）。生母は生駒吉乃（久菴桂昌）といわれているが、『織田家雑録』には織田信忠の姉となっているなど、生母が生駒氏であることへの矛盾を示唆する史料もある。
永禄6年（1563年）3月、信長は家康に徳姫を嫁入りさせる約束をする｡
永禄10年（1567年）5月27日、三河国の徳川家康の嫡男・松平信康に嫁ぐ。天正4年（1576年）に登久姫、天正5年（1577年）に熊姫を生んだ。しかし、いつまでも嫡男が生まれぬのを心配した姑の築山殿が、信康に元武田氏家臣の浅原昌時の娘や日向時昌の娘など、部屋子をしていた女性を信康の側室に迎えさせたため、この頃から築山殿と徳姫が不和になったといわれている。
また、信康とも不仲になったともいわれており、これを示す史料として、松平家忠の『家忠日記』の中に、家康が信康・徳姫の不仲を仲裁するために岡崎へやって来た、と記されている（ただし、原著のこの部分は信康の喧嘩相手の名詞が破損しており、橋場日月は松平康忠と信康が仲違いしたとの説を提唱している）。その頃、信長も岡崎に来たことも記されており、信長も娘夫婦の仲を心配してやって来た可能性も推測できる。一時的にせよ夫婦仲がこじれたことがあったことは事実であるといえよう。
天正7年（1579年）に徳姫は父の信長に、築山殿と信康の罪状（武田との密通など）を訴える十二ヶ条の訴状を書き送り、この訴状を読んだ信長は、安土城に滞在していた家康の使者である酒井忠次を通して信康の殺害を命じたとされる。これにより築山殿は8月29日に小藪村で殺害され、信康は9月15日に二俣城で切腹した。しかし、この「信長の十二ヶ条」は、後に加筆・修正された可能性があるともいわれており、他にも信康切腹事件に関しては不可解な点が多く、近年では家康と信康の対立が原因とする説も出されている。
天正8年（1580年）2月17日、岡崎に来た家康と会見している（『家忠日記』）。同月20日、岡崎城を出立した。松平家忠が桶狭間まで付き従った。2人の娘達は家康の元に残していった。
徳姫は近江八幡市あたりに居住し、化粧料田が近江長命寺に設定された。天正10年（1582年）に起きた本能寺の変において父・長兄ともに死去すると、次兄・織田信雄に保護されたが、小牧・長久手の戦い後に信雄と羽柴秀吉（後の豊臣秀吉）の講和に際して人質として京都に居を構えた（『顕如上人貝塚御座所日記』）。ところが、天正18年（1590年）に信雄が秀吉によって改易されたため、生駒氏の尾張国小折に移り住んだ。これは「埴原家文書」に残された秀吉の朱印状から秀吉による処置だったことが明らかで、その後すぐにまた京都に居住するなど、徳姫の処遇は秀吉の支配下にあったことが推測できる。
関ヶ原の戦い後は尾張国の清洲城主となった家康の四男、松平忠吉から1761石の所領を与えられた。その後は京都に隠棲した。寛永7年（1630年）、蜂須賀忠英と正室・繁姫（共に小笠原秀政の孫で徳姫の曾孫）の間に嫡子・千松丸（蜂須賀光隆）が誕生した際には、乳母の選定について相談されている。
寛永13年（1636年）正月10日、死去（『小笠原忠真年譜』・『源流綜貫』）。78歳。法名は、見星院香岩寿桂大姉（『系図纂要』）。墓所は大徳寺総見院。

## 登場作品
- 映画『反逆児』（1961年）、演：岩崎加根子
- NHK大河ドラマ
  - 『徳川家康』（1983年）、演：田中美佐子
  - 『信長 KING OF ZIPANGU』（1992年）、演：成田恵
  - 『どうする家康』（2023年）、演：久保史緒里 - 設定名は「五徳｣（ごとく）[9]
- 徳川家康（1988年１月１日、TBS）、演：森永奈緒美